# Hertia
Hertia là một chi thực vật có hoa trong họ Cúc (Asteraceae).

## Loài
Chi Hertia gồm các loài: